# Budy (Harta)
Budy – część wsi Harta w Polsce, położona w województwie podkarpackim, w powiecie rzeszowskim, w gminie Dynów.
W latach 1975–1998 Budy administracyjnie należały do województwa przemyskiego